# Psychomachia

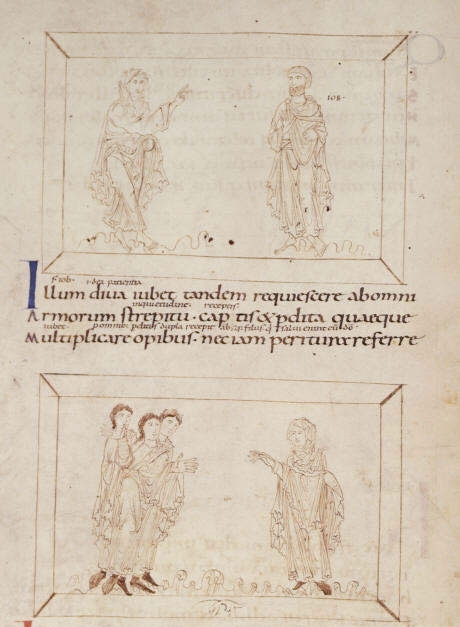
Psychomachia, British Library, MS 24199 (11. Jahrhundert); Hiob als Begleiter der Patientia (Geduld). Die Verse verdeutscht: „Ihn heißt die Göttliche nun ruhen von allem / Waffengeklirr, seinen gesamten Verlust aus dem erbeutetem Reichtum / vervielfachen und zusammentragen, was nicht mehr vergehen wird“. Sie sind mit Glossen überschrieben.

Die Psychomachia („der Seelenkampf“) des christlichen Dichters Prudentius (* 348; † nach 405) stellt einen allegorischen Kampf zwischen personifizierten Tugenden und Lastern dar. Sie ist das erste durchgehend allegorische Gedicht der abendländischen Literatur und gilt als eines der bedeutendsten Werke der christlichen lateinischen Epik. Sprachlich lehnt sich das Werk eng an die klassisch-heidnische Poesie, besonders die Aeneis des Vergil, an. Die mittelalterlichen Manuskripte der Dichtung waren oft reichhaltig glossiert und teils mit Bildern illuminiert. Auf die allegorische Kunst des Mittelalters in Dichtung, Malerei und Skulptur übte die Psychomachia erheblichen Einfluss aus. Sie war im Mittelalter eines der am häufigsten rezipierten Gedichte der Antike.

## Inhalt
Der Titel Psychomachia leitet sich aus den beiden griechischen Wörtern psyche („Seele“) und mache („Kampf“) ab. Der erste Bestandteil kann gleichzeitig als subjektiver und objektiver Genitiv verstanden werden, d. h., die Seele ist sowohl Kämpfende als auch das Ziel des Kampfes, sie kämpft um sich selbst. Das Epos gliedert sich in eine Praefatio (Vorwort) und die eigentliche Erzählung im Umfang von 916 Hexametern.
Die ersten 725 Verse des Hauptteils stellen eine Folge von sieben allegorischen Kämpfen zwischen Tugenden und entgegengesetzten Lastern dar:

“Fides vs. Veterum Cultura Deorum

Pudicitia vs. Sodomita Libido

Patientia vs. Ira

Mens Humilis et Spes vs. Superbia et Fraus

Sobrietas vs. Luxuria

Ratio et Operatio vs. Avaritia

Concordia et Fides vs. Discordia cognomento Haeresis”

„Rechtgläubigkeit („Glaube“) gegen Pflege der alten Götter

Keuschheit gegen sodomitische Wollust

Geduld gegen Jähzornigkeit („Zorn“)

Demut („die demütige Gesinnung“) und Hoffnung gegen Überheblichkeit und Betrug

Nüchternheit gegen Ausschweifung

Vernunft und Mildtätigkeit gegen Habgier

Einigkeit und Rechtgläubigkeit gegen Zwietracht mit Beinamen Häresie.“

Die Tugenden und Laster sind jeweils als Frauengestalten mit charakteristischen Attributen und Verhaltensweisen beschrieben. Neben den Hauptpersonen gibt es eine Vielzahl weiterer Personifikationen, teils als Laster-Kataloge. Die Schlussverse 726–915 beschreiben den anschließenden Bau des Tempels in der Seele, in dem die Weisheit (Sapientia) als Königin der Tugenden wohnt.

### Vorwort

Psychomachia, British Library MS Cotton Cleopatra C. VIII, Canterbury, Christ Church (erste Hälfte 11. Jh., unbekannter Herkunft). Abrahams Rückkehr nach der Befreiung Loths

Die 68 jambischen Trimeter setzen an bei der alttestamentlichen Erzählung der Rettung Loths durch Abraham aus den heidnischen Städten Sodom und Gomorra. Die im Bibeltext erwähnten 318 Sklaven des Abraham, in griechischer Transkription ΤΙΗ, repräsentieren die ursprüngliche Kreuzesform und die beiden Anfangsbuchstaben des Namens Jesu (griechisch: ΙΗΣΟΥΣ). Die Erscheinung dreier Engel, welche die Empfängnis Saras verkünden, präfiguriert das trinitarische Dogma der Wesenseinheit von Vater, Sohn und heiligem Geist, der Hohepriester Melchisedek den Heiland. Die Bibelexegese kündigt damit das zentrale Thema des Werkes an und stellt es zugleich in seinen heilsgeschichtlichen Zusammenhang: den Kampf von heidnischen Lastern und christlichen Tugenden auf dem Schauplatz der menschlichen Seele sowie die anschließende Errichtung eines Tempels der Weisheit.

### Seelenkampf
Eine Christus-Anrufung leitet den Seelenkampf ein. Die Rechtgläubigkeit stellt sich im Vertrauen auf ihre Stärke unbewaffnet dem offenen Kampf. Indem sie wächst, schlägt sie die Götzenverehrung zu Boden und drückt ihr die Kehle zu, so dass deren eingezwängte Seele den Körper am Leben hält, derweil die Legion der 1.000 Märtyrer einen Triumph feiert. Die Wollust bedroht mit einer Schwefelfackel die Keuschheit, die deren Kehle mit einem Schwert durchstößt. Die Keuschheit gedenkt der Tötung des Holofernes durch Judith, welche die unbefleckte Empfängnis und Fleischwerdung Gottes präfiguriert. Die Wollust fällt in einen Schwefelpfuhl, während die Keuschheit ihr beflecktes Schwert im Jordan reinwäscht und in einem Taufbecken weiht. Derweil sieht die Geduld ungerührt zu, wie alle von der Jähzornigkeit eingesetzten Waffen an ihrer Rüstung zersplittern und diese sich frustriert selbst erschlägt. In Begleitung des Hiob, dessen Leiden mit vielfacher Belohnung vergolten wurden, unterstützt die Geduld als einzige alle anderen Tugenden im Kampf.

Ira (Zorn), einen Schild haltend, zielt mit ihrem Schwert auf den Kopf der Patientia (Geduld). Die nächste Illumination zeigt, wie das Schwert am Kopf der Patientia zersplittert.

Zufällig reitet die Überheblichkeit auf hohem Ross einher, mit aufgetürmter Haarpracht, und blickt herab auf das armselige Gefolge der Demut, welche die himmlische Hoffnung zur Gefährtin erwählt hat. Die Überheblichkeit prahlt, dass seit dem von ihr verursachten Sündenfall ihr Volk militärisch überlegen sei, und verspottet die unmännlichen Neuankömmlinge: die Keuschheit, Frömmigkeit, Gerechtigkeit, Ehre, Mäßigung, Enthaltsamkeit, Reinheit und Einfalt. Beim Angriff fällt sie in eine Grube, welche die List gegraben hat, und wird von ihrem Pferd zerquetscht. Die Hoffnung veranlasst die Demut, das Laster zu enthaupten, und gedenkt der Tötung des Goliath durch David. Sie fährt in den Himmel, die anderen Tugenden sehen ihr sehnsüchtig nach.
Aus dem Westen trifft auf kostbarem Wagen die verkaterte Ausschweifung ein, die ihren Ruf verloren hat und nur noch der Lust lebt, und zieht die Tugenden in ihren Bann. Einzig die Enthaltsamkeit bleibt nüchtern, richtet die Kreuzesstandarte auf und erinnert die Tugenden an das Nahrungswunder in der ägyptischen Wüste, welches das Abendmahl präfiguriert, an Davids und Samuels Kampf gegen die Heiden und die Buße des Jonatan. Mit dem Kreuz blockiert sie die Wagenspeichen, so dass die Ausschweifung nach vorn stürzt und den Wagen bremst. Die Zufälligkeit gibt der Enthaltsamkeit einen Felsblock, mit dem sie das geräderte Gesicht der Ausschweifung zerschmettert, deren Magen die Körpersplitter wieder ausspeit. Es fliehen die Lästerung, Frechheit, Liebe, Schminke, Anmut, Zwietracht und Lust, deren Schmuckstücke von der Enthaltsamkeit zertrampelt werden. Die Habgier soll die Kostbarkeiten in Säcke gefüllt haben, in Begleitung der Sorge, Esssucht, Furcht, Angst, Falschaussage, Blässe, Verderbnis, List, Lüge, Schlaflosigkeit und Schande, schließlich auch der Bürgerzwietracht und Besitzergreifung, die ihre gefallenen Verwandten ausrauben. Die Habgier blendet und verdammt die Menschheit und verwundet sogar leicht die Priester Gottes, die jedoch von der Vernunft beschützt werden. Die Habgier sieht das Ende ihrer Macht über Judas Iskariot und die Juden in Jericho, die auch deren Nachfolger täuschen sollte. Sie verkleidet sich als Sparsamkeit, die unter dem Vorwand der Kinderliebe ihre Opfer verführt, doch wird sie von der Barmherzigkeit, die ihr Vermögen den Armen gegeben hat, grausam erwürgt, die Beute an die Armen verteilt, die ihr tägliches Brot von Gott erhalten.
Daraufhin fliehen die Furcht, Mühseligkeit, Gewalt, Kriminalität und Täuschung, die Friedfertigkeit beendet den Krieg. Über dem chaotischen Schlachtfeld öffnet Christus den Himmel, die Eintracht gibt den Tugenden den Befehl zum Rückzug, die singend marschieren, wie Israel, dem sich der Nil öffnete. Doch vor dem Lager wird die Friedfertigkeit gestört, die Eintracht ist an der untersten Kette ihres Panzers leicht getroffen von der Zwietracht, die sich eingeschlichen hat, nachdem sie Mantel und Schlangenpeitsche fort warf. Sie stellt sich vor als Häresie, ihren Gott als veränderlich, die Welt als ihre Heimat und Belial als ihren Lehrer. Die Rechtgläubigkeit stößt ihr eine Lanze in den Rachen, die Zwietracht wird von unzähligen Händen zerstückelt, ihre Einzelteile werden vom Winde verweht, an Tiere verfüttert oder in Kloaken geworfen.

### Tempelbau

MS 23. Parker Library, Corpus Christi College, Cambridge, 11. Jh. Detailansicht einer glossierten und illuminierten Handschrift. Von links nach rechts: Ira mit Gefolge, Patientia, Hiob. Die Hs. stammt vermutlich ursprünglich aus der Abtei von Malmesbury.

Eine starke inhaltliche Zäsur nach Vers 725 leitet vom Seelenkampf zum Tempelbau über. Auf einer eigens errichteten Rednertribüne mahnt die Eintracht, Zwietracht zu vermeiden, Friedfertigkeit zu wahren und den Wolf im Schafsfell zu erkennen, wie Photinus und Arius. Die Rechtgläubigkeit lässt die Trauernden verstummen, da die Eintracht zwar verwundet, sie selbst aber verteidigt worden ist. In Gedenken an den Tempelbau des Salomon in Jerusalem, der auf die Vertreibung der Könige folgte, gibt sie den Tempel in Auftrag, als Palast des Christus. Gemeinsam mit der Eintracht legt sie die perfekten Ausmaße des Tempels fest.
Als Grundstein wird ein hohler Edelstein gelegt, der das Eingangstor bildet. Die Eingangshalle ist aus einem Block gemeißelt, an den oberen Säulenenden sind die zwölf Namen des apostolischen Senats eingeschrieben, welche die Seele vor Sünde schützen sollen. Zwölf einzigartige Edelsteine lassen das Himmelslicht aus den Mauern in bunter Farbenpracht ein. Der innere Bezirk des Tempels ruht auf sieben Kristallsäulen, welche die Rechtgläubigkeit erwarb, nachdem sie ihre Kriegsausrüstung versteigert hatte.
Darin thront die Weisheit, welche die Gesetze gibt und regiert. Sie hält als Szepter einen immergrünenden Zweig, der durch den Gesetzesstab des Aaron präfiguriert ist.
Eine zweite Christus-Anrufung beschließt das Epos. Es wird dafür gebetet, dass die Menschen die verborgenen Laster ihres Herzens erkennen mögen, das in beständigem Kampf mit Licht und Dunkel liegt, bis Christus in der Seele einen Tempel der Tugenden errichtet, in dem die Weisheit ewig regiert.

### Textbeispiel
Die Grenzen zwischen allegorischer und realer Darstellung sind fließend. Der folgende Textabschnitt beschreibt den Tod der Luxuria, die von ihrem Wagen stürzt. Die Übersetzung versucht, den lateinischen Satzbau nachzubilden, ohne ein Versmaß zu verwenden: Psychomachia 414–428.

“[…] tunc et vertigo rotarum
inplicat excussam dominam; nam prona sub axem
labitur et lacero tardat sufflamine currum.
addit Sobrietas vulnus letale iacenti,
coniciens silicem rupis de parte molarem.
hunc vexilliferae quoniam Fors obtulit ictum
spicula nulla manu sed belli insigne gerenti,
Casus agit saxum, medii spiramen ut oris
frangeret et recavo misceret labra palato.
dentibus introrsum resolutis lingua resectam
dilaniata gulam frustis cum sanguinis inplet.
insolitis dapibus crudescit guttur, et ossa
conliquefacta vorans revomit quas hauserat offas.
‚ebibe iam proprium post pocula multa cruorem‘,
virgo ait increpitans […]”

„[…] Dann rollt das Speichenwerk der Räder
in seine gestürzte Herrin; kopfüber unter die Achse
stürzt sie und verlangsamt als lebende Bremse den Wagen, wobei sie zerfleischt wird.
Die Enthaltsamkeit fügt dem am Boden liegenden Laster die tödliche Wunde zu,
indem sie einen großen Stein aus einem Felsblock auf sie schmettert.
Da die Fügung diesen Schlagstein der Bannerträgerin übergab,
die keine Wurfgeschosse, sondern in der Hand nur das Emblem des Krieges trug,
lenkt die Zufälligkeit den Fels so, dass er die Kehle in der Mitte des Rachens
zerbricht und Lippenteile im hohlen Gaumen vermischt.
Die Zähne sind nach innen eingebrochen, die Zunge ist zer-
fetzt und füllt die aufgetrennte Kehle mit Blutbrocken.
Aufgrund des ungewohnten Mahls dreht sich der Magen um und während er Knochen
zersetzt und verschlingt, speit er bereits verschluckte Klumpen wieder aus.
‚Sauf nun deinen eigenen Geifer nach deinen vielen Bechern‘,
spricht hämisch die Jungfrau, […]“

Die Psychomachia ist in Schlüsselabschnitten christlich, wie die Schlussverse zeigen, die allerdings auch einen Dualismus von Licht und Finsternis vorstellen, der im persischen Zarathustra- und Mithraskult wurzelte und auch vom Manichäismus übernommen wurde: Psychomachia 908–915.

“spiritibus pugnant variis lux atque tenebrae,
distantesque animat duplex substantia vires,
donec praesidio Christus Deus adsit et omnes
virtutum gemmas conponat sede piata,
atque, ubi peccatum regnaverat, aurea templi
atria constituens texat spectamine morum
ornamenta animae; quibus oblectata decoro
aeternum solio dives Sapientia regnet.”

„Mit entgegengesetzten Geistern bekämpfen sich Licht und Finsternis,
und sich verfeindende Kräfte erweckt die zwiefache Materie,
bis Christus, der Gott, zum Schutz beisteht, alle
Juwelen der Tugenden an geweihter Stätte ordnet,
sowie, wo Sünde herrschte, die goldene Halle
des Tempels errichtet und aus dem Geflecht der Sitten
Kunstwerke für die Seele webt; von denen entzückt auf prächtigem
Thron in Ewigkeit reich die Weisheit herrscht.“

## Datierung
Hieronymus erwähnt in seinem Werk De viris illustribus, das die gesamte christliche Literatur bis zum Jahr 392 berücksichtigt, weder die Psychomachia noch ihren Dichter. Die einzigen überlieferten Informationen zur Person und zum Werk enthält die 404/5 vom Autor selbst verfasste Vorrede zu seinem Gesamtwerk. Darin erwähnt er im Rahmen knapper Inhaltsangaben zwar seine übrigen Werke, nicht jedoch die Psychomachia. Er könnte sie daher erst später verfasst haben. In den Handschriften und Editionen erscheint sie regelmäßig als vierter Titel, vor den apologetischen Büchern Contra Symmachum, die sich gegen den prominenten Heiden als auch das Heidentum insgesamt wenden. Vermutlich erlebte Prudentius die Zerstörung Roms 410 nicht mehr, da sie trotz häufiger Erwähnung zeitgenössischer Schlachten nirgendwo im Gesamtwerk einen Widerhall findet. Es gibt Spekulationen, dass einzelne Schlachtenbeschreibungen der Psychomachia auf eine unmittelbare Bedrohung der ewigen Stadt anspielen könnten und daher die Entstehung um 408/9 anzusetzen sei.
Der aus Hispanien stammende Prudentius hatte vor seiner dichterischen Tätigkeit ein nicht näher bekanntes Amt am Hof des Theodosius I. inne und hat mindestens einmal Rom besucht, wie aus Gebäudebeschreibungen im Peristephanon, einer Sammlung versifizierter Märtyrerberichte, geschlossen worden ist, möglicherweise in den Jahren 395 oder 401–403. Über die Entstehung der Psychomachia ist sonst nichts bekannt.

## Deutung
Die Psychomachia ist sprachlich anspruchsvoll gestaltet, inhaltlich von vielschichtiger Symbolik und daher unterschiedlich interpretiert worden. Die Sprache neigt zum spätantiken Manierismus. Die einzelnen Sätze sind teilweise von enormer Länge, so findet sich das erste Prädikat des Vorworts erst in Vers 10, der erste Satz streckt sich bis nach Vers 14. Bemerkenswert häufig verwendete Stilmittel sind das Enjambement („Zeilensprung“, vgl. erstes Textbeispiel: „kopfüber unter die Achse | stürzt sie“) und besonders im Schlussteil die Alliteration (etwa Vers 770: pax belli exacti pretium(e)st pretiumque pericli „Friedfertigkeit, die Belohnung für gewonnenen Krieg, Belohnung für Gefahr“). Das Partizip Perfekt wird häufig resultativ verwendet.
In die Reden der Tugenden und weitere Textabschnitte sind christologische, ekklesiologische und eschatologische Diskurse eingearbeitet, die auf Vorbildern der Patristik, etwa auf Lactantius beruhen. Die Diskussion um das Wesen des Christus als Gottessohn oder vollwertiger Gott und die sich daraus scheinbar ergebenden Widersprüche um die Einzigartigkeit Gottes prägten die innerkirchliche Auseinandersetzung mit Häresien. Prudentius vertritt hierbei das nizänisch-orthodoxe Christentum. Ähnliche Abschnitte finden sich in zwei früheren Werken des Autors, der Apotheosis und der Harmatigenia.
Prudentius berichtet über sich selbst, dass er von einem angeblich lasterhaften früheren Leben zur Askese bekehrt worden sei, was eine autobiografische Komponente der Psychomachia vermuten lassen könnte. Aufgrund der religiösen Vorstellungen in der Psychomachia ist auf eine synkretistische Auffassung des Christentums geschlossen worden, d. h., es werden Anschauungen aus zeitgenössischen nichtchristlichen Religionen übernommen.

### Zeitgeschichtliche Anspielungen
Die vielerorts eingestreuten dogmatischen, besonders christologischen Ausführungen, sind zweifellos Zeugnis der Auseinandersetzung mit zeitgenössischen Häresien, besonders dem Arianismus, dessen Begründer Arius in Vers 794 erwähnt ist. Das Gleiche gilt für die Kampfszene zwischen (häretischer) Zwietracht und (orthodoxer) Eintracht. Der in Hispanien, dem Heimatland des Dichters, stark verbreitete Priscillianismus ist jedoch weder in der Psychomachia noch im übrigen Werk erwähnt oder thematisiert. Bislang konnte dieser Umstand nicht überzeugend erklärt werden.
Die Eingangsverse des Hauptteils etwa vertreten die Dreifaltigkeit in Abgrenzung zum Arianismus, welcher Gottsohn und -vater als getrennt sah:

“Christe, graves hominum semper miserate labores,
qui patria virtute cluis propriaque, sed una,
(unum namque Deum colimus de nomine utroque,
non tamen et solum, quia tu Deus ex Patre, Christe),
dissere, rex noster, quo milite pellere culpas
mens armata queat nostri de pectoris antro,
exoritur quotiens turbatis sensibus intus
seditio atque animam morborum rixa fatigat,
quod tunc praesidium pro libertate tuendav
quaeve acies furiis inter praecordia mixtis
obsistat meliore manu. […]”

„Christus, der schweren Mühsale der Menschen hast du dich immer erbarmt,
der du berühmt bist für die Macht deines Vaters und deine eigene, die eins sind,
(denn einen Gott verehren wir in beiden Namen,
und doch nicht nur einen allein, da du Gott aus dem Vater bist, Christus):
lege dar, unser König, mit welcher Heerschar bewaffnet
die Vernunft die Sünden verbannen kann aus der Grotte unseres Herzens,
wann immer aus verwirrten Gedanken im Innern
Aufruhr entsteht und der Streit krankhafter Gelüste die Seele erschöpft,
welche Hilfe dann zum Schutz der Freiheit,
welche Schlachtreihe den unter die Brust drängenden Furien
mit überlegener Hand widersteht.“

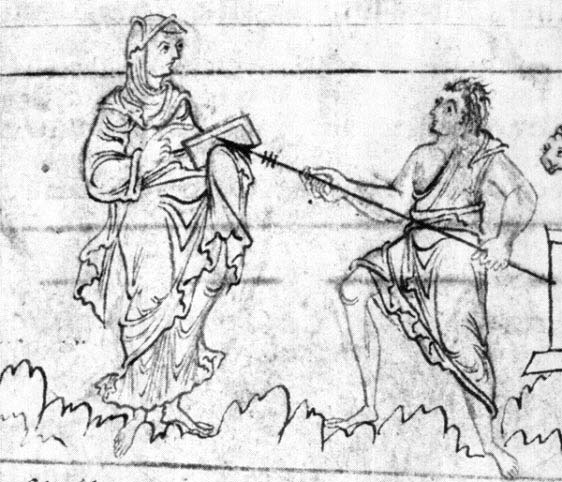
Concordia (Eintracht) wird von Discordia (Zwietracht) leicht verwundet.

Anspielungen an die jüngere Geschichte sind gelegentlich zu erkennen oder zu vermuten. Sicherlich ist die Kriegserfahrung im Zeitalter der Barbareninvasionen in die teilweise grausamen Schlachtdarstellungen eingegangen. Einige Kämpfe sind von religiöser Symbolik geprägt, wie etwa der Kreuzestandarte, die erstmals Konstantin der Große während der Schlacht an der Milvischen Brücke seine Soldaten tragen ließ. Ähnlich wie Augustinus im Gottesstaat überträgt Prudentius die weltliche Invasion in einen geistlichen Kontext, besonders im Kampf der Demut gegen die Überheblichkeit, welche den römischen Imperialismus repräsentiert. Die Heiden legten den Christen zur Last, dass mit dem Einzug des Christentums das Reich allmählich militärisch zugrunde ging.
Einzelne Abschnitte sowie Handlung und Form des Werkes deuten auf eine fortdauernde Auseinandersetzung oder Konversionsbemühung mit Blick auf die heidnische Elite hin. Durch die Symbiose von heidnischer Form und christlichem Inhalt wollte Prudentius vermutlich dem heidnischen Argument der auch nach der Erhebung des Christentums zur Staatsreligion andauernden Religionskontroverse entgegentreten, christliche Literatur sei der traditionellen römischen Literatur unterlegen, die besonders während der Regierungszeit Julians (361–363) aktuell wurde. Das als unmoralisch empfundene Weltbild der heidnischen Antike wird durch ein christliches Wertesystem ersetzt. Es wird kontrovers diskutiert, ob das Epos eine Nachahmung der klassischen Dichtung oder ein „christliches Supergedicht“ darstellt, das die klassische Literatur ersetzen will.
Die Allegorie des am Boden liegenden, jedoch am Sterben gehinderten heidnischen Kultes dürfte auf dessen aktuelle historische Situation verweisen. Prudentius deutet also hiermit, anders als andere christliche Autoren seiner Zeit, das Weiterleben des Paganismus an. Zusätzlich zu den archäologischen Zeugnissen, die auf eine Kontinuität des Heidentums schließen lassen, bezeugt Prudentius hier, dass heidnische Religionen auch nach deren offiziellem Verbot durch Theodosius 390/1 weiterhin in größerem Umfang existierten. Besonders im tarraconensischen Spanien ist die Bezeugung heidnischer Kulte bis zum Ende der Antike dicht.
Nicht überzeugend geklärt werden konnte, warum die Ausschweifung (Luxuria) aus dem Westen eintritt, da dieses Laster in römischer Vorstellung sonst mit dem geographischen Osten assoziiert wurde. Möglicherweise spiegelt der Vers 310 occiduis mundi de finibus („aus der westlichen Grenze der Welt“) eine eschatologische Vorstellung („aus der Endzeit der Welt“).

### Ästhetik der Gewalt

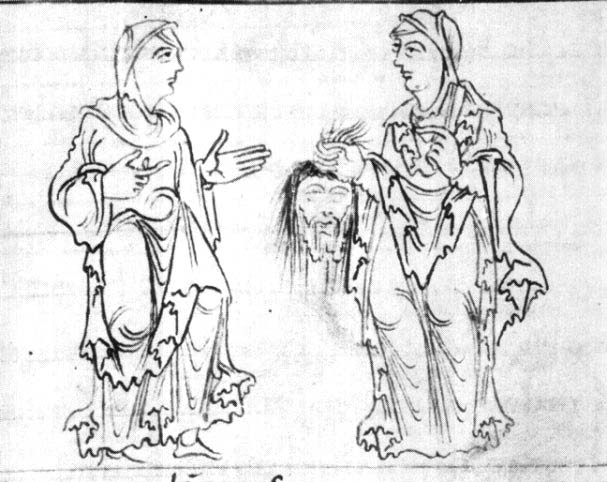
Die Demut präsentiert den abgeschlagenen Kopf der Superbia (Stolz). Auf der linken Bildseite Spes, die Hoffnung, die das tote Laster zurechtweist.

Die Sterbeszenen der Laster sind ausführlich dargestellt und erinnern zum Teil an die Märtyrerliteratur und deren Verarbeitung in Prudentius' Peristephanon. Sie sind in der Psychomachia jeweils als geziemende Strafen nach dem Prinzip der Wiedervergeltung (Talion) gestaltet, wonach zwischen Bestrafungsart und Vergehen ein Verhältnis nicht nur der graduellen Angemessenheit, sondern auch der signifikanten sachlichen Gleichheit („Auge um Auge“) oder Analogie (talio analogica, beispielsweise Strafe am ausführenden Körperteil) besteht, so dass im Sterben der Lasterpersonifikation noch einmal besondere Eigentümlichkeiten der gestraften Laster kenntlich werden. Diese Bezüge setzen oft die Kenntnis einschlägiger biblischer oder literarischer Metaphorik voraus. So stürzt etwa die Allegorie des Hochmuts vom Pferd in eine Fallgrube, welche die Allegorie der List eigentlich für die gegnerische Tugend ausgehoben hatte („Hochmut kommt vor dem Fall“). Die Habgier wird von ihrer Gegnerin speziell durch Zuschnüren der Kehle zu Tode gebracht, weil die Habgier nach klassischer und biblischer Vorstellung unersättlich Gold und Reichtümer verschlingt. Ähnliche Vorstellungen spiegeln sich im Fall der Wollust in den Schwefelpfuhl oder im Erbrechen eigener Körperteile durch die Ausschweifung.
Die Talion ist ein gängiges Strafprinzip im Alten Testament und galt in der christlichen Deutung als Prinzip göttlicher Vergeltung schlechthin. Sie war allerdings kaum Bestandteil des traditionellen römischen Rechts, nur aus dem ältesten Zwölftafelgesetz sind wenige Talionsstrafen bekannt (Knochenbruch, Feuertod bei Brandstiftung). Die Ästhetik des Talionsprinzips hat kein eindeutiges Vorbild in der klassischen Dichtung.
Die Zerstückelung der Zwietracht und ihr Verschlingen durch wilde Tiere deutet, analog zum langsamen Tod der Götzenverehrung, die historische Situation christlicher Häresien an, die sich zunehmend in Splittergruppen aufzulösen schienen. Frühchristlichen Autoren verwenden das Bild der Häresie, welche die Glieder der Kirche zerreißt; bei Prudentius wird sie zur Bestrafung selbst zerrissen. Das Motiv der Zerstückelung des Körpers findet sich auch in orientalischen Mysterienreligionen, wie dem Isis-Kult, die noch im 4. Jahrhundert eine ernsthafte Konkurrenz zum Christentum darstellten. Augustinus bezeugt, dass nach heidnischer Vorstellung die Zerstückelung der Leichenteile den Eintritt in das Jenseits verwehrte. Damit verband sich der heidnische Vorwurf, dass christliche Jenseitsvorstellungen nicht philosophisch denkbar seien, den Augustinus zu widerlegen suchte. Die Entstehungszeit des Epos um 400 war ein Höhepunkt der Religionskämpfe, die zu grausamen Hinrichtungen führten (etwa Hypatia).

## Literarische Vorbilder

### Klassisch-heidnische Dichtung
Der Bezug zur kanonischen Epik des Vergil und gleichzeitig die Transformation deren heidnischen Ursprungs in die christliche Botschaft ist bereits durch den ersten hexametrischen Vers programmatisch angedeutet:

“Christe, graves semper hominum miserate labores”

„Christus, der schweren Mühsale der Menschen hast du dich immer erbarmt“

wodurch sprachlich auf ein Gebet des Aeneas an Apollo angespielt wird: Verg. Aen. 6,56

“Phoebe, grauis Troiae semper miserate labores”

„Phoibos, Trojas schwerer Mühsale hast du dich immer erbarmt“

Apollo Phöbus, der Sonnengott, wurde in der synkretistischen Spätantike mit Christus assoziiert, so war der junge Konstantin ein monotheistischer Anhänger des Sonnengottes, bevor er sich zum Christentum bekannte. Der Konstantinsbogen zeigt Darstellungen des Sonnengottes.
Neben sprachlichen und stilistischen Anlehnungen an die Epik der klassisch-heidnischen Antike, besonders Vergils Aeneis, auf die sich die Psychomachia in zahlreichen wörtlichen und motivischen Parallelen bezieht, sind auch Elemente des antiken Lehrgedichts verarbeitet. Die Verwendung der Personifikation als durchgängiges Strukturprinzip einer epischen Erzählung besitzt jedoch kein Vorbild in der heidnischen Tradition, die zumindest in klassischer Zeit die Prosopopöie nur als gelegentliches Stilmittel kennt (vgl. die Personifikation der Discordia bei Vergil), sondern hierin kommt bei Prudentius neben einer allgemeinen spätantiken Entwicklung (vgl. Martianus Capella) der Einfluss der jüdisch-christlichen Bibelexegese, insbesondere der platonisierenden Exegese alexandrinischer Prägung, zum Tragen.
Der von Prudentius hauptsächlich rezipierte zeitgenössische Autor ist Claudian. Wegen der unklaren Entstehungszeit des Epos ist allerdings nicht zweifelsfrei auszumachen, welcher von beiden Autoren der Rezipient ist.

### Christliche Literatur

Patientia (Geduld) verspricht Hiob Entschädigung für seine Verluste und weist auf den Himmel.

Die Psychomachia bezieht alttestamentliches Geschehen auf das Frühchristentum (Präfiguration). In Begleitung der Tugenden erscheinen regelmäßig Personen der biblischen Geschichte oder Ereignisse als exemplarische Vertreter der jeweiligen Tugend oder werden als solche in ihren Reden benannt, wie auch den Lastern verschiedentlich biblische Beispielfiguren zugeordnet sind. So wird etwa die Geduld von Hiob begleitet, und die Habgier beruft sich stolz darauf, mit Judas Iskariot sogar einen der Apostel Christi in ihren Bann gezogen zu haben. Die Rechtgläubigkeit erscheint mit einer Schar von Märtyrern, die Keuschheit erwähnt Judiths Tötung des Holofernes, der diese vergewaltigen wollte. Darüber hinaus werden die alttestamentlichen Figurae auf christliches Geschehen bezogen, so praefiguriert Judith Maria (unter der Typologie der Jungfräulichkeit).
Diese Form der Allegorese wurde schon früh für die Bibel praktiziert. So deutet der Apostel Paulus die Söhne der Sara und der Hagar als Altes Testament und Neues Testament. Origenes bezieht das Hohelied des Alten Testaments auf die Liebe zwischen Christus und der Seele des Gläubigen. Die von Prudentius gewählten Figuren beruhen meist auf Vorbildern christlicher Exegetiker. Allerdings ist der König David entgegen den übrigen Auslegungen hauptsächlich nur in seiner militärischen Funktion gegen heidnische Könige dargestellt.
Die Beschreibungen des Tempels mit zahlreichen Edelsteinen erinnert an Kirchbauten und die Edelsteine in der Himmelsstadt in der Offenbarung des Johannes, während das Bild des Tempels speziell an die paulinisch geprägte Metapher vom Leib oder der Seele als einem Tempel anknüpft, den der Gläubige für Gott errichten und reinhalten soll.
Die christliche Literatur des lateinischen Westens vor Prudentius kannte ansatzweise allegorische Konzepte, so verwendet Tertullian in seiner Schrift „Über die Spiele“ eine allegorische Kampfdarstellung.
Die Geschichte der Haupt- oder Todsünden beginnt in der ägyptischen Wüste. Evagrius Ponticus (345–399), ein gelehrter Anachoret des 4. Jahrhunderts, erarbeitete aufgrund von neuplatonischen und gnostischen Elementen einen Achtlasterkatalog. Die acht Laster verstand Evagrius als ‚böse Gedanken‘, die Dämonen einsetzten, um Einsiedler von ihrem Ziel abzulenken, die apatheia (Freiheit von Affekten) zu erreichen. Dieses Lasterschema wurde von Johannes Cassianus (360–435) übernommen und damit dem lateinischen Westen überliefert. Die sieben Laster bei Prudentius entsprechen allerdings noch nicht dem Kanon der sieben christlichen Todsünden, denen die vier Kardinaltugenden und drei Christlichen Tugenden entgegengesetzt werden.

## Rezeption
Für die ausgehende Antike sind Anspielungen auf die Psychomachia nicht sicher auszumachen. Augustinus verwendet gelegentlich Vergleiche, die an Motive der Psychomachia erinnern; eine Rezeption ist aber nicht nachweisbar. Die erste Werkübersicht zu Prudentius stammt aus dem 5. Jahrhundert von Gennadius von Marseille. Im 6. Jahrhundert schrieb Boethius das Buch Die Tröstung durch die Philosophie, in dem neben den Musen der Dichtkunst die Philosophie als handlungstragende Allegorie dargestellt ist. Es gibt jedoch keinen Hinweis darauf, dass Boethius die Psychomachia gekannt haben könnte. Ebenfalls im 6. Jahrhundert besorgte Vettius Agorius Basilius Mavortius eine Gesamtausgabe der Werke des Prudentius. In der Spätantike wurde die Psychomachia unter anderem von Sidonius Apollinaris sowie Avitus von Vienne, im Frühmittelalter von Hrabanus Maurus, Isidor von Sevilla und Alkuin zitiert.
Im Frühmittelalter entstanden zahlreiche lateinische und auch althochdeutsche sowie altenglische Glossen zu den Werken des Prudentius und bevorzugt zur Psychomachia. Die Glossierung beschränkte sich meist auf kurze Worterklärungen, führte also nicht zur Entwicklung ausführlicher Textkommentare, wie etwa die Glossierung der didaktischen Werke von Aelius Donatus oder Martianus Capella. Die lateinischen Prudentiusglossen des Mittelalters gehen überwiegend auf zwei Glossenwerke des 9. Jahrhunderts zurück, ein älteres von Johannes Scottus Eriugena und ein wenig später entstandenes, teilweise ausführlicheres, das möglicherweise von Remigius von Auxerre stammt. Zwei weitere lateinische Prudentiusglossen werden herkömmlich Iso von St. Gallen oder seinem Schüler Salomon († 919) zugeschrieben. Sie wurden zuerst von Johann Weitz in dessen Hanauer Ausgabe der Werke von Prudentius (1619) und dann mit Erweiterungen von Faustino Arévalo in dessen römischer Werkausgabe (1788–89) gedruckt, aus der sie dann auch in die Ausgabe von Jacques-Paul Migne übernommen wurden.
Die nachhaltige Rezeption im Mittelalter spiegelt sich auch in der Zahl der über 300 erhaltenen Handschriften zu Prudentius, wobei die älteste, nicht-illustrierte Handschrift aus dem 6. Jahrhundert den Text der Psychomachia vollständig enthält. Zwanzig überlieferte Handschriften aus der Zeit bis zum Ende des 13. Jahrhunderts enthalten Illustrationen, die sich aufgrund der ähnlich dargestellten Kleidung der Tugenden und Laster in zwei Gruppen teilen lassen. Daraus lässt sich schließen, dass diese Handschriften auf ursprünglich zwei (heute verlorene) Archetypi zurückgehen. Die oben abgebildeten Handschriften etwa sind stilistisch ähnlich. Sie spiegeln die Kleidungsmode im England des 11. Jahrhunderts.

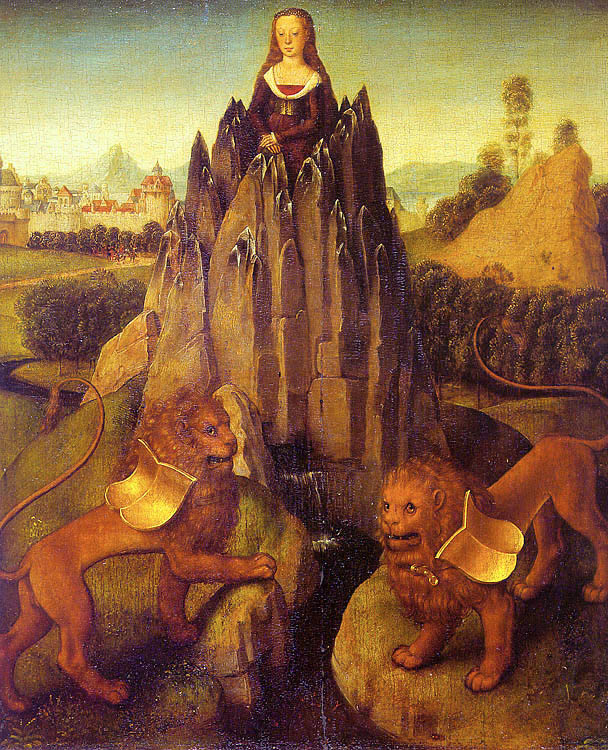
Beispiel einer allegorischen Darstellung von Tugenden. Hans Memling: Allegorie der Keuschheit (15. Jh.); vgl. die Verse der Psychomachia 46–48: „Doch gegen die Hand der rasenden Furie, gegen die Feuergeschosse / des grausigen Lasters setzt die unerschrockene Jungfrau einen Felsblock / und wehrt so die Fackeln ab, die von ihrem heiligen Mund abschmettern.“

Die Sieben Hauptlaster und die ihnen entgegengesetzten Tugenden werden in der christlichen Malerei und Skulptur dargestellt. Da illustrierte Handschriften der Psychomachia seit dem 11. Jahrhundert erstmals fassbar sind, setzte in dieser Zeit auch deren Rezeption ein. Die romanische Bauplastik entnahm eine Vielzahl von Themen dem Text des Prudentius, so in Notre Dame de Cunault (Anfang 12. Jahrhundert) und Saint-Nicolas De Tavant (11. Jahrhundert), deren Kapitellprogramme Kampfszenen aufweisen, für welche die Psychomachia als Vorbild diente. Der Einband des Melisende-Psalter (um 1140) besteht aus Elfenbein-Schnitzereien, die mit Türkisen und anderen Edelsteinen verziert sind. Sie zeigen Szenen aus dem Leben von König David und aus der Psychomachia des Prudentius auf der Vorderseite.
Ab dem Spätmittelalter blieben allegorische Darstellungen von Tugenden und Lastern populär, allerdings ist der Einfluss des Prudentius nur noch gering. Die meisterhaften Skulpturen der sieben Haupttugenden und -laster an der Fassade der Kathedrale Notre-Dame de Paris aus dem 13. Jahrhundert beeinflussten die entsprechenden Motive der Kathedralen von Sens, Amiens, Chartres und möglicherweise auch des Magdeburger Domes.
Die Psychomachia wurde nicht nur in der geistlichen Kunst, sondern auch in der Darstellung weltlicher Liebesthematik rezipiert, so im Rosenroman von Guillaume de Lorris und Jean de Meung (14. Jahrhundert). Durchgehend allegorische Darstellungsformen verwandte unter anderem Dante (Göttliche Komödie). Die Bestrafung der Laster in der Hölle erinnert besonders im Hinblick auf das Talionsprinzip an die Psychomachia.
In der Barockzeit erlebten Allegorien eine Blüte in allen Bereichen der Literatur, in Gedichten, Reden aller Art, Predigten, Grabinschriften etc. Darstellungen von Tugenden und Lastern blieben dabei prominent, und teilweise wurden Motive aus der Psychomachia oder deren illuminierten Handschriften rezipiert, so ließ sich etwa Hans Memling in seiner religiösen Malerei von Prudentius inspirieren.
Mit der Reformation und der Aufklärung sank das Interesse an der Psychomachia. Seit dem 19. Jahrhundert untersucht die Klassische Philologie das Epos, im deutschsprachigen Raum besonders das Lebenswerk von Christian Gnilka.
Allegorische Kampfdarstellungen der sieben Tugenden und Todsünden versinnbildlichen im Stummfilm Metropolis von Fritz Lang das lasterhafte Leben der Oberschicht.

## Editionen und Übersetzungen
Werk
- Psychomachia. Jakob von Breda, Deventer Nicht vor 10. IV. 1497 (Digitalisat)
- Johan Bergman, Aurelii Prudentii Clementis carmina., Wien, Leipzig 1926 (= CSEL, Band 61)
- Maurice P. Cunningham (Hrsg.): Aurelii Prudentii Clementis Carmina. Brepols, Turnhout 1966 (CCSL, Band 126)
- Henry J. Thomson (Hrsg.): Prudentius. With an English Translation. William Heinemann, London; Harvard University Press, Cambridge (MA); 1949–1953, 2 Bde.
- Online-Edition (Memento vom 1. November 2001 im Internet Archive) von James O’Donnell (Memento vom 7. November 2001 im Internet Archive)
- Maurice Lavarenne, Prudence. Tome III. Psychomachie. Contre Symmaque, Paris 1948
- Ursmar Engelmann: Die Psychomachia des Prudentius. Herder, Freiburg/Br. u. a. 1959 (Rezension: Christian Gnilka, Gnomon 37 (1965), 312–313)

Kommentar
- Magnus Frisch: Psychomachia. Einleitung, Text, Übersetzung und Kommentar (= Texte und Kommentare. Bd. 62). De Gruyter, Berlin/Boston 2020, ISBN 3-11-062843-0.

Glossen
- John M. Burnam: Glossemata de Prudentio, edited from the Paris and Vatican manuscripts. University Press, Cincinnati (Ohio) 1905 (Ausgabe der Glossen von Johannes Scottus Eriugena)
- John M. Burnam: Commentaire anonyme sur Prudence d’après le manuscrit 413 de Valenciennes. Picard, Paris 1910 (Ausgabe der Remigius von Auxerre zugeschriebenen Glossen)

## Sekundärliteratur
Prudentiusforschung
- Johan Bergman: Aurelii Prudentii Clementis Psychomachia rerum et verborum copia. Upsala 1897 (Kommentar)
- Clemens Brockhaus: Aurelius Prudentius Clemens in seiner Bedeutung für die Kirche seiner Zeit. (Diss.) Leipzig 1872
- Vinzenz Buchheit: Glaube gegen Götzendienst. In: Rheinisches Museum für Philologie 133 (1990), S. 389–96
- Christian Gnilka: Studien zur Psychomachia des Prudentius. Wiesbaden 1963 (Klassisch-philologische Studien, 27; zugleich Diss. Bonn)
- Christian Gnilka: Interpretation frühchristlicher Natur. In: Prudentiana Band 2: Exegetica, München 2001, S. 32–90 (= H. Krefeld (Hrsg.), Impulse für die lateinische Lektüre. Frankfurt 1979, 138–180)
- Jill Harries: Prudentius and Theodosius. In: Latomus 43 (1984), S. 69–84
- Kenneth R. Haworth: Deified Virtues, Demonic Vices and Descriptive Allegory in Prudentius’ Psychomachia. Amsterdam 1980
- Marianne Kah: „Die Welt der Römer mit der Seele suchend …“ Die Religiösität des Prudentius im Spannungsfeld zwischen ‚pietas christiana‘ und ‚pietas Romana‘. (Diss.) Bonn 1990
- Wolfgang Kirsch: Die lateinische Versepik des 4. Jahrhunderts. Berlin 1989 (Schriften zur Geschichte und Kultur der Antike Band 28)
- Walther Ludwig, Die christliche Dichtung des Prudentius und die Transformation der klassischen Gattungen. In: Christianisme et formes litteraires de l’antiquité tardive en occident (Entretiens sur l’antiquité classique 23) Genf 1977, S. 303–372
- Maria Lühken: Christianorum Maro et Flaccus. Zur Vergil- und Horazrezeption des Prudentius. (Diss.) Göttingen 2002 (Hypomnemata 141)
- Susan G. Nugent: Allegory and Poetics. The Structure and Imagery of Prudentius’ „Psychomachia“. Frankfurt a. M. u. a. 1985
- Isidoro Rodriguez-Herrera: Poeta Christianus. Prudentius’ Auffassung vom Wesen und von der Aufgabe des christlichen Dichters. (Diss.) Speyer 1936
- Dirk Rohmann: Das langsame Sterben der Veterum Cultura Deorum – Pagane Kulte bei Prudentius. In: Hermes 131 (2003), S. 235–253
- Christian Schwen: Vergil bei Prudentius. (Diss.) Leipzig 1937
- Danuta Shanzer: Allegory and Reality: Spes, Victoria and the Date of Prudentius’ Psychomachia, in: Illinois Classical Studies 14 (1989), S. 347–363
- Macklin Smith: Prudentius' Psychomachia: A Reexamination. Princeton University Press, Princeton (NJ) 1976

Illustrationen und deren Rezeption
- Adolf Katzenellenbogen: Allegories of the Virtues and Vices in Medieval Art. New York 1939 (= Studies of the Warburg Institute, 10)
- Joanne S. Norman: Metamorphoses of an Allegory: The Iconography of the Psychomachia in Medieval Art. Lang, New York 1988 (= American University Studies, 9, 29), ISBN 0-8204-0445-4
- Jennifer O’Reilly: Studies in the Iconography of the Virtues and Vices in the Middle Ages. Garland, New York / London 1988, ISBN 0-8240-0092-7
- Richard Stettiner: Die illustrierten Prudentiushandschriften. [Diss. Straßburg, 1889] J. S. Preuss, Berlin 1895 (Tafelband: Berlin, Grote 1905 mit 695 Abb.)
- Helen Woodruff: The Illustrated Manuscripts of Prudentius. Harvard University Press, Cambridge (Mass.) 1930

Literarische Rezeption
- Michael White Cannon: Prudentius' Psychomachia: Allegorical roots and influences on English morality plays. Diss. University of Texas, El Paso 1989
- Louise Fothergill-Payne: La Psychomachia de Prudencio y el Teatro alegorico Pre-Calderonico. In: Neophilologus 59,1 (1975), S. 48–61
- Louise Fothergill-Payne: La alegoría en los autos y farsas anteriores a Calderón. Tamesis Books, London 1977 (= Colección Támesis, A, 67), ISBN 0-7293-0032-3
- M. L. Fuehrer: The Cosmological Implications of the Psychomachia in Alan of Lille’s Anticlaudianus. In: Studies in Philology 77,4 (1980), S. 344–353
- Max Harris: Flesh and Spirits: The Battle between Virtues and Vices in Medieval Drama Reassessed. In: Medium Aevum 57,1 (1988), S. 56–64
- John P. Hermann: The Theme of Spiritual Warfare in the Old English Judith. In: Philological Quarterly 55,1 (1976), S. 1–9
- Martin Irvine: Cynewulf’s Use of Psychomachia Allegory: The Latin Sources of Some „Interpolated“ Passages. In: Morton W. Bloomfield (Hrsg.), Allegory, Myth and Symbol, Harvard University Press, Cambridge (Mass.) 1981 (= Harvard English Studies, 9; ISBN 0-674-01641-6 / 0-674-01640-8), S. 39–62
- Hans Robert Jauss: Form und Auffassung der Allegorie in der Tradition der Psychomachia (von Prudentius bis zum ersten Romanz de la Rose). In: Hans Robert Jauss / Dieter Schaller (Hrsg.), Medium Aevum: Festschrift für Walter Bulst, C. Winter, Heidelberg 1960, S. 179–206
- Emanuel J. Mickel: Parallels in Prudentius' Psychomachia and La Chanson de Roland. In: Studies in Philology 67,4 (1970), S. 439–452
- Gernot Wieland: Aldhelms De octo vitibus and Prudentius' Psychomachia. In: Medium Aevum 55,1 (1986), S. 85–92